# 生物季節観測
生物季節観測（せいぶつきせつ かんそく）は、気象庁が行う、生物季節現象（気温や日照など季節の変化に反応して生物が示す現象）でを目や耳で確かめて、現象の確認できた日を記録する観測、日本の気象庁が、季節学に基づいて行っている。

## 概要
生物季節観測は、1953年（昭和28年）に始まった。日本全国に分布し、一律に観測しうる「規定種目」と、地域特性などから各地の気象台が独自に選んだ「選択種目」を観測している。サクラの開花やカエデの紅葉など生活に身近な生物に着目するので人々の季節感に訴える手軽な指標である。同じ生物現象を毎年定点観測することによって、観測地点の季節の進み具合を過去と比較したり、季節の進み具合を他の地点と比較したりすることができる。いくつかの観測データは春の早まりと秋および冬の遅れを長期的傾向として示しており地球温暖化の可能性を示す具体的事例である。また、手軽にできる気象観測なので、環境教育の一環として学校などで同様の観測を行っているところもある。当初は冬服・夏服の着用などの生活季節観測も行われていたが、10年ほどで終了した。
2003年（平成15年）、気象庁は16年ぶりに対象となる動植物を見直した。これまで測候所でも観測されていたが、測候所の廃止が決まっているので従来のようなきめ細かい地点での観測ができなくなってしまうことになる。
2011年（平成23年）、気象庁は平年値（2010年）を作成する際、アキアカネの過去の観測について見直した。
2018年（平成30年）9月4日、台風第21号が日本に上陸したが、この台風によって生物季節観測の指標となる各地の標本木が被害を受け、長期観測の継続性が損なわれかねない事態が発生した。明らかにされているところでは、大阪城公園（大阪市中央区に所在）にある推定樹齢108年のイチョウの標本木が幹の中程から折れていることを、大阪管区気象台が報告している。なお、この時点での観測対象は、動物23種目、植物34種目であった。
2020年（令和2年）11月10日、気象庁は生物季節観測の種目・現象の変更を発表し、2021年（令和3年）より、気候の長期変化（地球温暖化等）及び一年を通じた季節変化やその遅れ進みを全国的に把握することに適した代表的な種目・現象を継続し、その他を廃止するとした。2021年（令和3年）1月以降の対象は、アジサイ（開花）、イチョウ（黄葉・落葉）、ウメ（開花）、カエデ（紅葉・落葉）、サクラ（開花・満開）、ススキ（開花）の6種目9現象となる。
しかしその後、日本自然保護協会などの自然保護団体や日本生態学会などの学会などをはじめとして、様々な団体・メディアから調査継続を求める声が寄せられた。それを受けて気象庁では2021年（令和3年）3月31日に、気象庁および国立環境研究所が事務局となり、全国の市民の手も借りて本調査を継続する努力をすることを表明した。

## 規定種目
植物
ウメ、ツバキ、タンポポ、サクラ、ヤマツツジ、ノダフジ、ヤマハギ、アジサイ、サルスベリ、ススキ、イチョウ、カエデ
動物
ヒバリ、ウグイス、ツバメ、モンシロチョウ、キアゲハ、トノサマガエル、シオカラトンボ、ホタル、アブラゼミ、ヒグラシ、モズ

## 選択種目
植物
スイセン、スミレ、シロツメクサ、ヤマブキ、リンゴ、カキ、ナシ、モモ、キキョウ、ヒガンバナ、サザンカ、デイゴ、テッポウユリ、ライラック、チューリップ、クリ、ヒガンザクラ、オオシマザクラ、アンズ、クワ、シバ、カラマツ、チャ、シダレヤナギ
動物
トカゲ、アキアカネ、サシバ、ハルゼミ、カッコウ、エンマコオロギ、ツクツクボウシ、ミンミンゼミ、ニイニイゼミ、クマゼミ、クサゼミ、ニホンアマガエル